# Medea (Ballett)
Medea ist ein Ballett in zwei Akten von John Neumeier. Von ihm stammt nicht nur die Choreografie, sondern auch das Libretto. Es basiert auf der Medea-Sage der griechischen Mythologie. Neumeier legte seinem Ballett Kompositionen von Béla Bartók, Alfred Schnittke, Johann Sebastian Bach sowie traditionelle Musik aus Bulgarien und Burundi zugrunde. Gewidmet hat er das Werk der großen Theaterleiterin und Schauspielerin Ida Ehre und dem von ihr gelebten Gedanken der Versöhnung. Uraufgeführt wurde es durch das Stuttgarter Ballett am 21. Januar 1990 im Kleinen Haus der Württembergischen Staatstheater in Stuttgart. Die Titelrolle tanzte Marcia Haydée. In den weiteren Hauptrollen sah man Wolfgang Stollwitzer, Benito Marcellino, Susanne Hanke, Vladimir Klos, Thierry Michel und Frédéric Gafner. Eine Aufführung dauert ca. zweieinhalb Stunden (mit jeweils einer Pause zwischen den Akten).

## Personen
- Medea, Priesterin in Kolchis
- Jason, griechischer Argonaut aus Jolkos
- Apsyrtos, Medeas Bruder
- Chalkiope, Vertraute der Medea
- Kreon, Herrscher von Korinth
- Kreusa, dessen Tochter
- Mermeros, der ältere Sohn
- Pheres, der jüngere Sohn

## Handlung
Kraft ihrer Zauberkraft ist es der Priesterin Medea gelungen, Jason in den Besitz des Goldenen Vlieses zu bringen. Sie ist diesem Mann so sehr verfallen, dass sie seinetwegen auch den eigenen Bruder tötet. Aus Furcht vor der Rache ihrer Familie flieht sie mit Jason und den gemeinsamen zwei Kindern nach Korinth. Dort entbrennt Jasons Herz für Kreusa, die Tochter des Königs Kreon. Die Hochzeit lässt nicht lange auf sich warten. Medea gegenüber begründet er sein Handeln damit, dass er dies nur zum Wohle der Kinder getan habe, weil er ihnen ein Flüchtlingsschicksal ersparen wolle. Kreon verbannt daraufhin Medea von seinem Hof. Sie aber sinnt nun auf Rache: Kreon, Jason und Kreusa – sie alle sollen zu Tode kommen. Doch damit nicht genug: ihre Raserei steigert sich zu einer wahren Racheorgie, in der sie auch die gemeinsamen Kinder tötet.

## Szenenfolge und verwendete Musik

### Im ersten Akt
1. Die Argo
Michael Galasso: Scenes – Scene VI
2. Kolchis – Medea – Das Ritual
 Le Mystère des Voix Bulgares: Pilentze Pee, Trenke Todorke
Burundi - Musiques Traditionelles: Chant avec Cithare, Suite de Cithare, Inanga avec Voix Chuchotée
Le Mystère des Voix Bulgares: Messetchinko Lio
Burundi – Musiques Traditionelles: Akazehe pour deux Jeunes Filles, Groupes de Tambours Royaux avec Appels de Trompes
Le Mystère des Voix Bulgares: Erghen Diado, Spis Li, Milke Le
3. Jason – Medea
Béla Bartók: Streichquartett Nr. 2 op. 17
1. Satz - Moderato
4. Mord – Raub – Abschied
2. Satz – Allegro molto capriccioso
5. Nach Griechenland
3. Satz - Lento

### Im zweiten Akt
1. Korinth – Kreon
Alfred Schnittke: Konzert für Violoncello und Orchester
1. Satz - Pesante
Johann Sebastian Bach: Sonate für Viola da Gamba / Violoncello und Cembalo / Klavier BWV 1027
3. Satz - Andante
2. Jason – Kreusa – Verrat – Verbannung
Alfred Schnittke: Konzert für Violoncello und Orchester
2. Satz - Largo
3. Rache – Schwarzes Ritual
3. Satz – Allegro Vivace
4. Die zwei Kinder – Umkehr – Heimkehr
4. Satz - Largo